# Altagracia (Sucre)
Pour les articles homonymes, voir Altagracia.
Altagracia est l'une des sept paroisses civiles de la municipalité de Sucre dans l'État de Sucre au Venezuela. Sa capitale est Cumaná, chef-lieu de la municipalité et capitale de l'État.